# (39337) 2002 AZ13
2002 أي زد 13 (ويعرف أيضًا باسم (39337) 2002 أي زد 13 وفق تسمية الكوكب الصغير) (بالإنجليزية: 2002 AZ13)‏ هو كويكب ضمن حزام الكويكبات؛ وترتيبه 39337 من حيث الاكتشاف.
اكتُشف هذا الجُرم الفلكي بواسطة William Kwong Yu Yeung ‏ في 12 يناير 2002.

## وصلات خارجية
- (39337) 2002 AZ13 في قاعدة بيانات مختبر الدفع النفاث لأجرام النظام الشمسي الصغيرة

- الاكتشاف · مخطط المدار ·  العناصر المدارية · المعلمات المادية

- (39337) 2002 AZ13 على موقع ويكي سكاي: DSS2, SDSS, GALEX, IRAS, Hydrogen α, X-Ray, Astrophoto, Sky Map, Articles and images